# Baqat al-Hatab
Baqat al-Hatab, en arabe : باقة الحطب, est un village du gouvernorat de Qalqilya en Palestine. Il est situé à 20 km au sud de Naplouse en Cisjordanie.
Selon le recensement du bureau central palestinien des statistiques, la localité compte une population de 1 943 habitants en 2017.